# Addison Timlin
Addison Timlin, född 29 juni 1991 i Philadelphia i Pennsylvania, är en amerikansk film- och TV-skådespelare. Hon har bland annat haft en roll i TV-serien Californication.

## Filmografi

### Film
| År   | Titel                         | Roll             | Anmärkning |
| ---- | ----------------------------- | ---------------- | ---------- |
| 2005 | Derailed                      | Amy Schine       |            |
| 2006 | The Isabel Fish               | Maddy            | Kortfilm   |
| 2008 | Man                           | Allison          | Kortfilm   |
| 2008 | Afterschool                   | Amy              |            |
| 2012 | Stand Up Guys                 | Alex             |            |
| 2012 | Best Man Down                 | Ramsey           |            |
| 2013 | Odd Thomas                    | Stormy Llewellyn |            |
| 2013 | The Bounceback                | Haley            |            |
| 2014 | That Awkward Moment           | Alana            |            |
| 2014 | The Town That Dreaded Sundown | Jami             |            |
| 2014 | Fallen                        | Lucinda Price    |            |

### TV
| År   | Titel           | Roll             | Anmärkning                           |
| ---- | --------------- | ---------------- | ------------------------------------ |
| 2006 | 3 lbs           | Charlotte Hanson | 3 avsnitt                            |
| 2008 | Cashmere Mafia  | Emily Draper     | 5 avsnitt                            |
| 2009 | I lagens namn   | Hayley Kozlow    | Avsnittet: "Memo from the Dark Side" |
| 2011 | Californication | Sasha Bingham    | 6 avsnitt                            |
| 2011 | Law & Order: LA | Erin Gradin      | Avsnittet: "Van Nuys"                |
| 2013 | Zero Hour       | Rachel Lewis     | 13 avsnitt                           |